# Макаров, Анатолий Петрович (строитель)
Анатолий Петрович Мака́ров (1912—2002) — советский военный строитель.

## Биография
Родился в 1912 году в Гупаловке (ныне Магдалиновский район, Днепропетровская область, Украина). Инженер-полковник, участник Великой Отечественной войны. Член ВКП(б). Автор изобретений и рационализаторских предложений в сфере строительства, создал музей «Боевой славы военных строителей» при Колледже современных технологий имени Героя Советского Союза М. Ф. Панова.

## Награды и премии
- Сталинская премия третьей степени (1951) — за разработку строительных конструкций и внедрение в строительную практику многоэтажных каркасно-панельных жилых домов со сборным железобетонным каркасом
- два ордена Отечественной войны II степени (15.11.1943; 6.4.1985)
- два ордена Красной Звезды (22.6.1943)
- заслуженный строитель РСФСР
- медаль "За боевые заслуги"
- медаль "За оборону Сталинграда"
- медаль "За оборону Киева"
- медаль «За взятие Будапешта»
- медаль «За победу над Германией в Великой Отечественной войне 1941—1945 гг.»
- Почётный строитель Байконура
- Почётный житель села Карманово МССР
- знак «Отличник РККА» — за образцовую работу по выполнению задания ГКО СССР по строительству оборонительных сооружений